# Kirche der Gottesmutter-Ikone von Kasan zu Uskoje

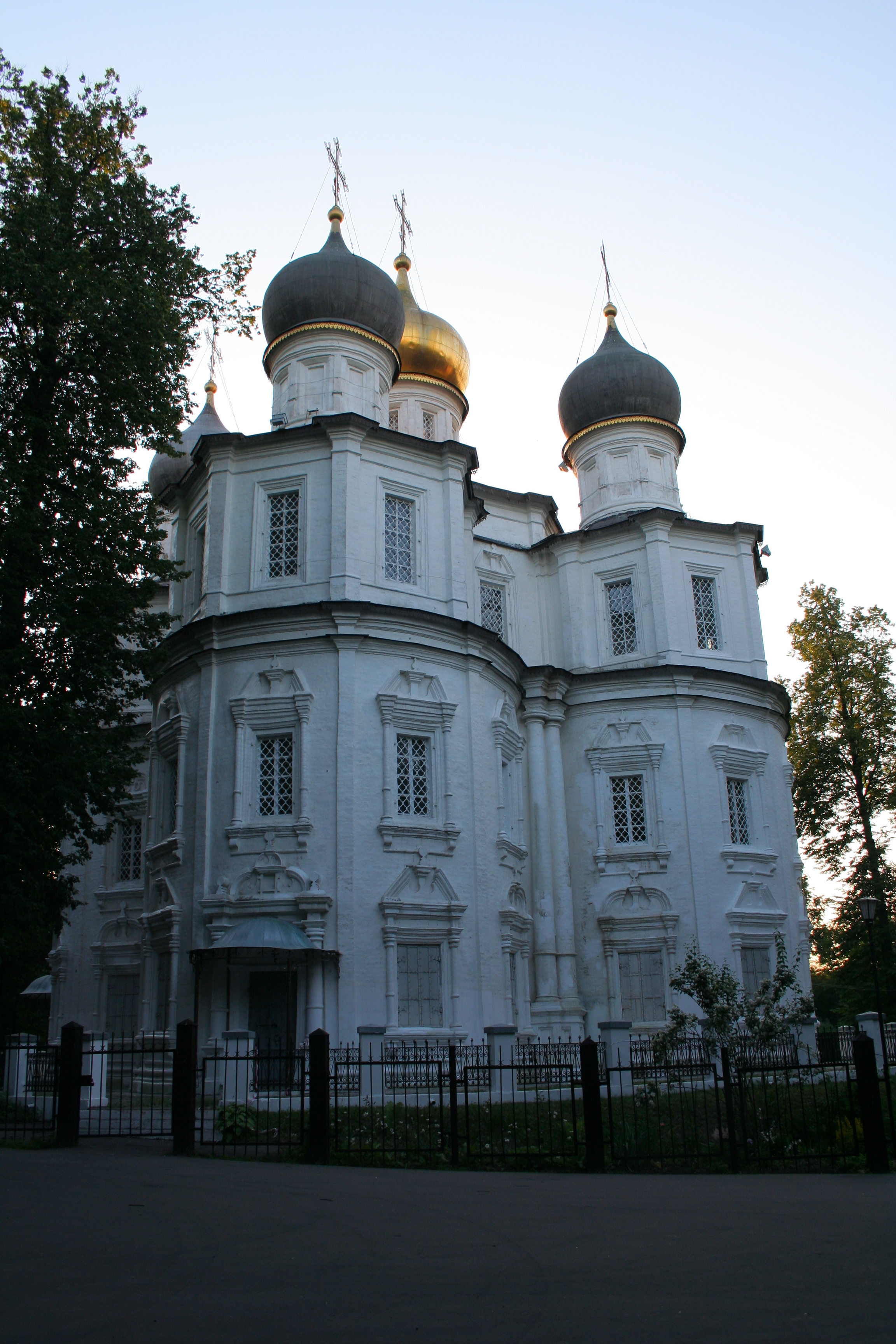
Kirche der Gottesmutter-Ikone von Kasan

Die Kirche der Gottesmutter-Ikone von Kasan zu Uskoje (russisch Храм Казанской иконы Божией Матери в Узком) ist eine im Moskauer Stadtteil Jassenewo im Südwestlichen Verwaltungsbezirk gelegene russisch-orthodoxe Kirche aus dem 17. Jahrhundert. Sie ist dem Patrozinium der Gottesmutter von Kasan unterstellt und liegt im Gebiet des Gehöfts Uskoje.

## Beschreibung
Die Kirche wurde im russischen Baustil des Naryschkin-Barock errichtet. Die fünftürmige Kirche ist im Grundriss kreuzförmig. Sie orientiert sich an den Himmelsrichtungen. Das Gebäude besitzt einen Hauptturm und vier Nebentürme, die jeweils Zwiebelhauben tragen. Alle vier Nebentürme sind gleich hoch. Der Hauptturm ist ein wenig höher und sein Haube ist vergoldet. Der westliche Turm dient als Glockenturm.

## Geschichte
Im 17. Jahrhundert gab es in Uskoje zwei kleine, gleich gebaute Kasankirchen aus Holz. Die erste brannte 1665 durch einen Blitzschlag ab, die zweite wurde abgebaut, um das heutige steinerne Kirchengebäude zu errichten. Die Steinkirche wurde im Auftrag des Bojaren Tichon Nikititsch Streschnyew, des Besitzers von Uskoje, gebaut. Der Bau begann 1692 oder 1693. 1697 wurde die Kirche fertiggestellt. Der Architekt ist unbekannt. Die Kirche wurde unter der Sowjetherrschaft 1930 für Gottesdienste geschlossen. Das Gut Uskoje wurde an die Akademie der Wissenschaften der UdSSR übergeben und wird bis heute als Sanatorium genutzt. Das Kirchengebäude wurde als Aufbewahrungsort der Buchsammlung des Instituts für wissenschaftliche Information zu den Gesellschaftswissenschaften der Russischen Akademie der Wissenschaften (INION) genutzt. Dort befanden sich Millionen Bücher, unter anderem auch Bibliotheken, die von der Sowjetunion nach dem Kriegsende 1945 aus Deutschland als Kriegsbeute fortgeschafft wurden. In den 1970er Jahren gab es eine Restaurierung, wobei die alten Zwiebelhauben aus dem 18. Jahrhundert durch anders aufgebaute Hauben ersetzt wurden.
1990 wurde die Kirche an die Russisch-Orthodoxe Kirche zurückgegeben. Die Buchsammlung wurde 1990–1992 verlagert und ging beim Brand in der Akademie der Wissenschaften 2015 zum Teil verloren.